# 병영초등학교 (전남)
병영초등학교는 대한민국 전라남도 강진군에 있는 공립 초등학교이다.

## 학교 연혁
- 1913년 5월 1일 병영공립보통학교 개교(설립인가 4월 1일)
- 1938년 4월 1일 병영북공립심상소학교 (교명 변경)
- 1941년 4월 1일 병영북공립국민학교 (교명 변경)
- 1958년 4월 1일 병영국민학교로 개칭
- 1991년 3월 1일 고성분교장 본교로 통폐합
- 1995년 3월 1일 도룡분교장 본교로 통폐합
- 1996년 3월 1일 병영초등학교로 개칭
- 2006년 2월 21일 현 위치로 이전(병영성로 175 → 하멜로 385)
- 2008년 2월 27일 강당 신축
- 2023년 3월 1일 제25대 박명순 교장 부임
- 2024년 1월 9일 제105회 졸업식 (졸업생 총수 10,241명)

## 참고 자료
- 병영초등학교 - 한국교육학술정보원 학교알리미